# Телеханский район
Телеха́нский район (бел. Целяханскі раён) — административно-территориальная единица в Белорусской ССР в 1940—1959 годах, входившая в Пинскую, затем — в Брестскую область.
Телеханский район с центром в деревне Телеханы был образован в Пинской области 15 января 1940 года, в октябре установлено деление на 10 сельсоветов. 8 января 1954 года в связи с ликвидацией Пинской области район передан в состав Брестской области. 6 декабря 1956 года Телеханы преобразованы из деревни в городской посёлок. 8 августа 1959 года Телеханский район ликвидирован, его территория разделена между двумя районами — Ивацевичским (Козиковский, Обровский, Святовольский сельсоветы) и Логишинским (г. п. Телеханы, а также Выгонощевский, Гортольский, Колонский, Речковский сельсоветы).
Сельсоветы
- Бобровичский (1940—1948);
- Выгоновщевский (1940—1959);
- Гортольский (1940—1959);
- Козиковский (1940—1959);
- Колонский (1940—1959);
- Краглевичский (1940—1954);
- Обровский (1940—1959);
- Речковский (1940—1959);
- Святовольский (1940—1959);
- Телеханский (1940—1956).